# Balthasar Paul Ommeganck

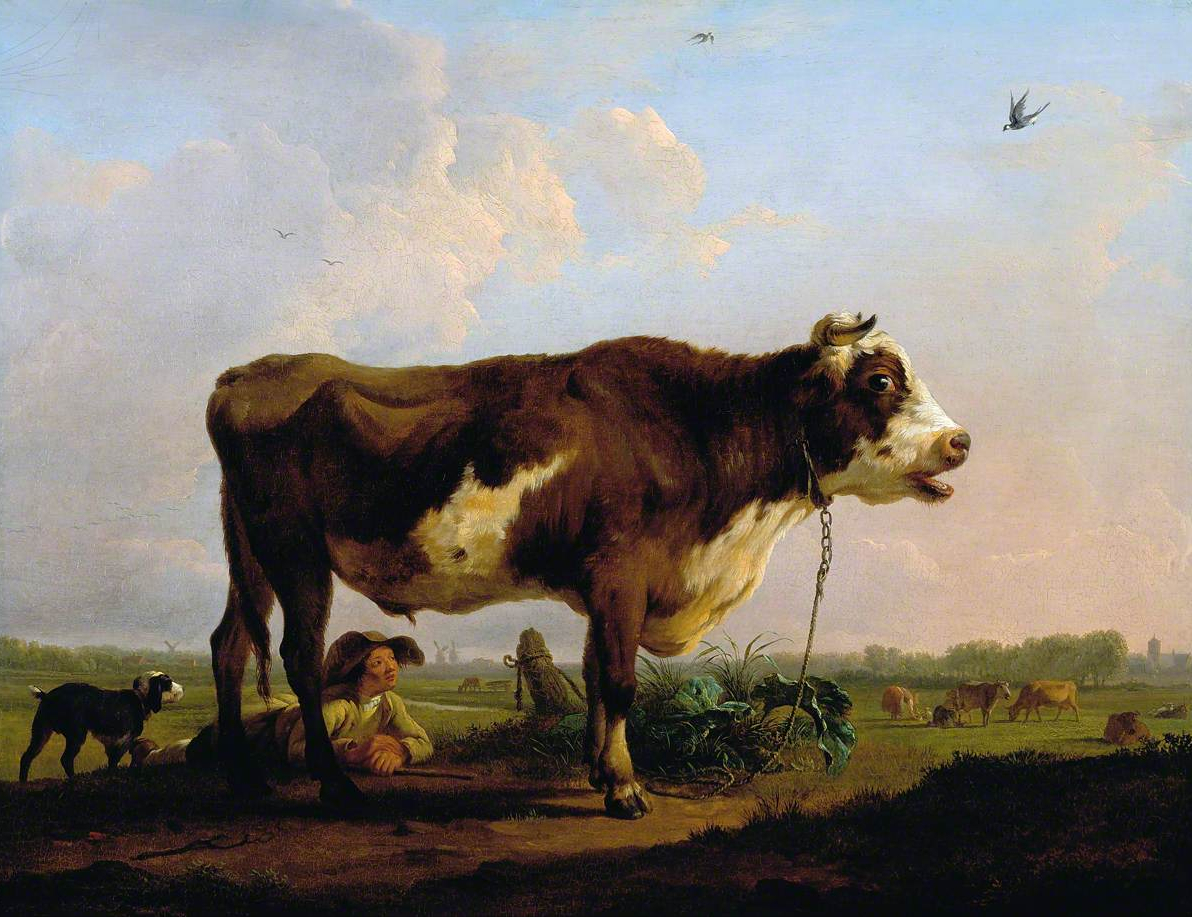
Un toro

Balthasar Paul Ommeganck (a veces también: Paul Balthasar Ommeganck) (26 de diciembre de 1755-18 de enero de 1826) fue un pintor flamenco de paisajes y animales. A través de su trabajo y su papel como profesor, dio un importante impulso a la revitalización de la pintura de paisajes en los Países Bajos.

## Vida
Nació en Amberes en 1755, siendo el cuarto hijo de Paulus Ommeganck y Barbara Laenen. Fue inscrito en el Gremio de Amberes de la Guilda de San Lucas como alumno del respetado pintor Hendricus Josephus Antonissen desde 1767. Al mismo tiempo, también asistió a clases en la Real Academia de Amberes, donde obtuvo un segundo premio de dibujo en marzo de 1771. Se especializó en paisajes y en la representación del pelo de animales, en particular de ovejas.
El 26 de junio de 1781 se casó con Petronilla Isabella Maria Jacoba Parrin en Amberes. Tuvieron dos hijos y siete hijas, una de las cuales fue la pintora de animales Johanna Maria Ommeganck.
Fue uno de los fundadores en 1788 de una sociedad de artistas conocida como Genootschap ter aanmoediging der Schoone Kunsten ("Sociedad para el fomento de las bellas artes"), conocida bajo su forma abreviada como Konstmaatschappij (la "Sociedad de Arte").  Otros fundadores fueron Hendrik Frans de Cort, Pieter Faes, Miss Herry, Jan Josef Horemans el Joven, Ferdinand Verhoeven, Hendrik Aarnout Myin, Frans Balthasar Solvyns, Mattheus Ignatius van Bree, Maria Jacoba Ommeganck, Marten Waefelaerts y muchos otros. El objetivo de la sociedad era proporcionar oportunidades para la promoción y apreciación de las obras de arte de sus diversos miembros en un entorno informal. La primera exposición de la sociedad se celebró en Amberes en 1789. Ommeganck aportó 4 obras a esta primera exposición.
En 1789 se convirtió en decano del Gremio de San Lucas de Amberes, el penúltimo decano cuando el gremio fue disuelto por los ocupantes franceses en 1794. En 1796 fue nombrado profesor en la Académie de peinture, sculpture and architecture d'Anvers de Amberes.

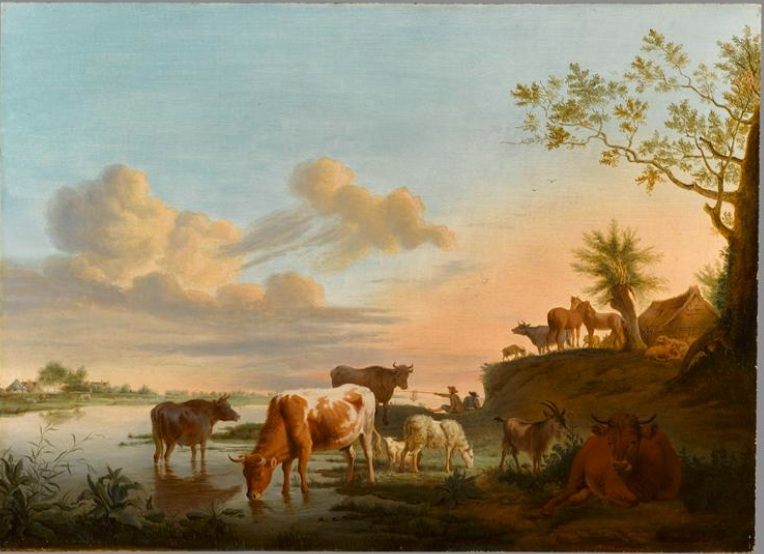
Rebaño de vacas, ovejas, cabras y caballos

En 1799 una pintura de Ommeganck ganó el primer premio depara paisajes en París. Ommeganck no deseaba participar en el concurso de París, pero la pintura fue presentada por un amigo sin su conocimiento. En 1809 se convirtió en miembro correspondiente del Instituto de Francia, que se había establecido el 25 de octubre de 1795 para agrupar las cinco universidades de Francia. También fue miembro de las Academias de Ámsterdam, Bruselas, Gante, Múnich y Viena.
Fue uno de los comisionados nombrados por el gobierno holandés en 1815 para recuperar de Francia los objetos de arte que Francia había robado durante la ocupación.
Entre sus alumnos se encuentran: Jan Baptiste de Jonghe, Frédéric Théodore Faber, Pieter Martinus Gregoor, Jacob van Kouwenhoven, Hendrik Aarnout Myin, Ignatius Josephus van Regemorter, Adrianus de Visser, Eugène Joseph Verboeckhoven, Julien-Joseph Ducorron y su hermana Maria Jacoba Oumen.
Murió en Amberes.

## Trabajo

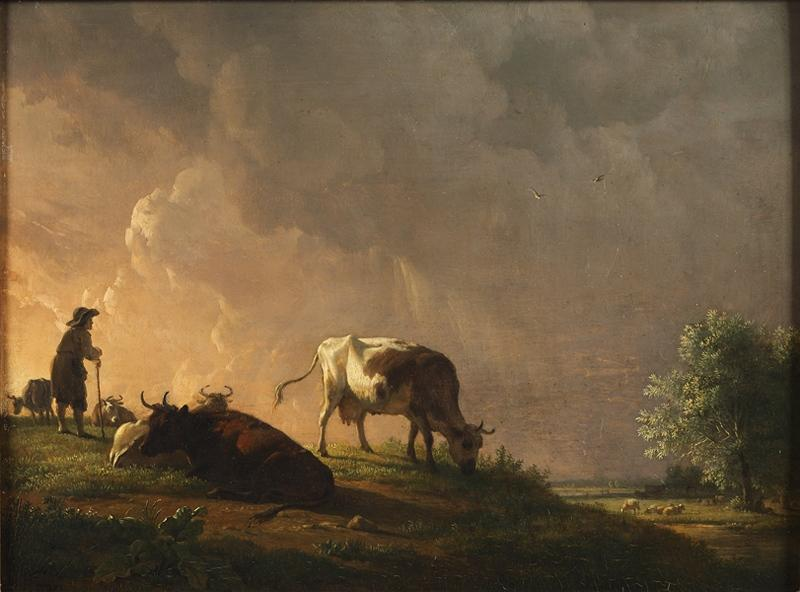
Prado; pastor y rebaño

Ommeganck tuvo mucho éxito durante su vida y sus obras exigieron precios altos. Su principal contribución a la pintura de paisaje fue la combinación en sus obras de la luz, encontrada en la obra de los pintores italianos holandeses del siglo XVII, con una observación detallada de la naturaleza. Así pudo encontrar una síntesis entre el realismo y una representación idealizada de la naturaleza. Su trabajo muestra una cuidadosa atención al detalle, una línea segura y un uso sutil del color. Sus temas preferidos fueron los paisajes ondulados. Pintó principalmente sobre panel. 
El estilo de Ommeganck se siguió ampliamente en el siglo XVIII y principios del XIX. Los críticos de arte posteriores no siempre han sido igualmente positivos con el trabajo de Ommeganck. Algunos le han hecho el reproche de que se incorporó a la tradición clásica y, que a través de su preferencia por lo artificial, lo pintoresco y lo convencional su tradición paisajística representa un "tradicionalismo sin esperanza".
También hizo algunos retratos como el del pintor Jan Baptist Berré (Museo Real de Bellas Artes de Amberes). 
Era un hábil dibujante y también trabajó como escultor produciendo algunos modelos de arcilla de ovejas y vacas. 